# Templo Kalighat
El Templo Kalighat (en bengalí: কালীঘাট), en Calcuta, en el estado indio de Bengala Occidental (India), es un templo hindú que data de 1809, se encuentra en la vecindad del mismo nombre en la parte sur de Calcuta, en el "barrio rojo", donde muchas mujeres ejercen la prostitución. Es el templo más importante de la ciudad, está consagrado a la diosa hindú Kali, que es de hecho, según el Hinduismo la Patrona de Calcuta. 

## Ubicación
Kalighat se encuentra en la parte sur de la ciudad de Calcuta en la ribera del río Hugli. El nombre de la ciudad de Calcuta se dice que es una derivación de la palabra Kalighat. La orilla del río con el paso del tiempo se ha alejado del templo, en la actualidad el templo está a orillas de un pequeño canal llamado Adi Ganga, que se conecta al Hugli.

## Historia
Cuenta la leyenda que cuando el cuerpo de la consorte de Shivá fue cortado en pedazos, un dedo cayó en este lugar. Es un importante centro de peregrinación hindú. Este templo también destaca por sus pinturas murales y en él se encuentra la imagen de Kali envuelta en ricos mantos y guirnaldas. Se dice que en el pasado los adoradores de Kali le ofrecían sacrificios humanos en este lugar, en la actualidad se hace con sangre de animales como gallinas y cabras.

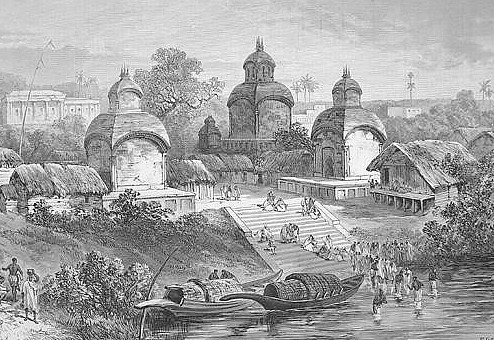
El Templo Kalighat, en 1887

El actual templo data de 1809, se trata de un templo erigido sobre dos pisos cubiertos de loza, a pesar de ello, en el emplazamiento actual se han levantado altares a Kali desde mucho antes. Algunas monedas encontradas en la zona (tal vez parte de ofrendas) darían cuenta de su antigüedad. Originariamente, era una pequeña choza, que luego fue reemplazada por el actual edificio, donado por una familia noble. 
Kalighat es uno de los 52 Shakti Peethams de la India, donde cayó alguna de las partes del cuerpo de la diosa durante Rudra Tandava, una energética danza de los dioses que es el principio creador y destructor. La leyenda del templo, relata que un devoto descubrió un rayo luminoso proveniente de las aguas del río Bhagirathi (río Hugli); al acercarse comprobó que surgía de un dedo del pie tallado en piedra, y comenzó entonces a adorar a la diosa en medio de la jungla.
Al igual que muchos otros templos, el Kalighat tenía un Dharamshala, que sirvió de refugio a los peregrinos que llegaban desde lejos. Después de haber perdido su función inicial debido a la urbanización de la zona, el servicio de los brahmanes del templo se lo entregó a la Madre Teresa de Calcuta. En 1952, la Madre Teresa abrió en él un hogar para los moribundos, el Nirmal Hriday.
Actualmente el templo es visitado por miles de personas, no solo fieles de Kali, sino también por turistas por ser de gran importancia para el Hinduismo y para la ciudad de Calcuta.

## Imagen de la diosa

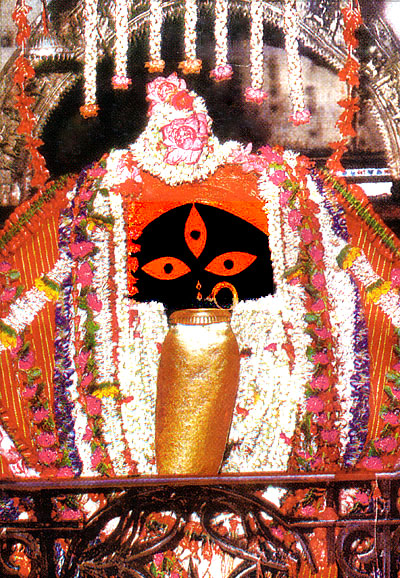
Imagen de la diosa Kali venerada en el interior del templo

En el interior del templo se venera una efigie de la diosa envuelta en mantos y girnaldas en la que destaca su lengua de oro que sobresale prominentemente de su boca, es una imagen única en la iconografía clásica de Kali en Bengala. La imagen está basada en el ídolo de Mata Bhubaneshwari, el Kula Devi de la familia Sabarna Roy Chowdhury.
La diosa destaca por el color negro de su rostro, tiene tres grandes ojos rojos, en dos de sus manos sostiene una espada o cimitarra y una cabeza cortada que representa al rey asura Shumbha. La espada representa el conocimiento divino y la cabeza humana significa el Ego humano que debe ser abatido por el conocimiento divino. Las otras manos de la diosa realizan los mudras abhaya y varada y otros gestos de bendición.
La imagen de la deidad en sí es incompleta, inicialmente se talló sólo el rostro de la diosa. Las manos de oro y plata, la lengua, la estatua de Shiva que se encuentra a los pies de Kali y todas las joyas se han añadido en los últimos años. La imagen es de piedra y fue creada por dos santos hindúes llamados Brahmananda Giri y Atmaram Brahmachari.

## Culto
El templo es visitado por decenas de miles de peregrinos venidos desde toda la India y de otras partes del mundo durante todo el año. Es imprescindible que tanto fieles como turistas ingresen al templo descalzos.
Cuando el Kalighat congrega a más peregrinos es especialmente durante los festivales bengalíes de Paila Baishak (el Año Nuevo en abril) y el Durga Puja (en octubre). Cada martes y sábados se realizan ceremonias especiales de culto. Un día también especial es el Ashtami. El templo suele estar lleno de fieles los martes, sábados y domingos. 
La diosa Kali, a pesar de su apariencia, es vista y considerada como una madre (Kali Ma) para todos los devotos y peregrinos que buscan su ayuda en la solución de sus problemas internos. Los sacrificios de cabras negras se siguen practicando en el Templo Kalighat, generalmente muy temprano al amanecer, tras lo cual se exponen los cadáveres que serán purificados por el fuego al atardecer. 
La responsabilidad de la adoración en el templo está en principio en manos de la familia Haldar, que también reclama la propiedad del lugar en la que fue construido el templo, que a su vez también es disputado por otros como la familia Sabarna Roy Chowdhury de Banisha, familia noble que construyó el actual templo. En la década de los sesenta se creó un comité para la gestión administrativa del templo con la representación del Gobierno y de la familia Haldar.
El templo está abierto todos los días de 5 a. m. a 2 p. m. y de 5 p. m. a 10 y media p. m. h.